# Comuna Provița de Sus, Prahova
Provița de Sus este o comună în județul Prahova, Muntenia, România, formată din satele Izvoru, Plaiu, Provița de Sus (reședința) și Valea Bradului.

## Așezare
Comuna se află în nord-vestul județului, la limita cu județul Dâmbovița, pe valea Proviței. Este străbătută de șoseaua județeană DJ100E, care o leagă spre sud de Provița de Jos și Câmpina (unde se termină în DN1) și spre nord de Adunați.

## Demografie
Componența etnică a comunei Provița de Sus
     Români (95,23%)
     Alte etnii (4,77%)
Componența confesională a comunei Provița de Sus
     Ortodocși (94,07%)
     Alte religii (1,05%)
     Necunoscută (4,89%)
Conform recensământului efectuat în 2021, populația comunei Provița de Sus se ridică la 1.719 locuitori, în scădere față de recensământul anterior din 2011, când fuseseră înregistrați 2.042 de locuitori. Majoritatea locuitorilor sunt români (95,23%). Din punct de vedere confesional, majoritatea locuitorilor sunt ortodocși (94,07%), iar pentru 4,89% nu se cunoaște apartenența confesională.

## Politică și administrație
Comuna Provița de Sus este administrată de un primar și un consiliu local compus din 11 consilieri. Primarul, Tarcisius Ovidiu Ioan Movileanu[*], de la Partidul Social Democrat, este în funcție din 2016. Începând cu alegerile locale din 2024, consiliul local are următoarea componență pe partide politice:
|  | Partid                    | Consilieri | Componența Consiliului | Componența Consiliului | Componența Consiliului | Componența Consiliului | Componența Consiliului | Componența Consiliului |
|  | ------------------------- | ---------- | ---------------------- | ---------------------- | ---------------------- | ---------------------- | ---------------------- | ---------------------- |
|  | Partidul Social Democrat  | 6          |                        |                        |                        |                        |                        |                        |
|  | Alianța Dreapta Unită     | 4          |                        |                        |                        |                        |                        |                        |
|  | Partidul Național Liberal | 1          |                        |                        |                        |                        |                        |                        |

## Istorie
La sfârșitul secolului al XIX-lea, comuna era inclusă în plaiul Prahova al județului Prahova, fiind formată din cătunele Mânzăul, Moiseni, Provița de Sus, Șchiopata, Secăturile, Sultanul, Țaporiștea, Valea Bradului și Valea Poienii. Avea o populație de 1696 de locuitori o școală înființată la 1857, frecventată de 107 elevi (dintre care 18 fete) și o biserică datând din 1629, reconstruită în 1797 și 1834. Locuitorii se ocupau cu agricultura, creșterea vitelor și fabricarea hambarelor (lăzi) și a scaunelor, desfăcându-și produsele la Ploiești, București, Giurgiu și în satele vecine. Fiind comună de munte, satele sale răsfirate au fost reconfigurate de mai multe ori; astfel, în 1925, Anuarul Socec consemnează comuna cu satele Provița de Sus, Șchiopata, Secăturile, Fricoasa (sat preluat de la comuna Breaza de Jos) și Valea Poienii, având pe atunci în total 3152 de locuitori.
În 1950 a fost arondată raionului Câmpina din regiunea Prahova și apoi, din 1952, din regiunea Ploiești. În 1964, satele Fricoasa  și Secături au fost rebotezate Izvoru, respectiv Plaiu.
Comuna a revenit la județul Prahova în 1968, la reînființarea acestuia, în configurația actuală.

## Monumente istorice
În comuna Provița de Sus se află biserica „Adormirea Maicii Domnului” a fostului schit Provița (1620–1629, refăcută în 1787 și în 1835), monument istoric de arhitectură de interes național, aflat în satul Provița de Sus.
În rest, singurul obiectiv din comună inclus în lista monumentelor istorice din județul Prahova ca monument de interes local este situl arheologic din vatra satului Izvoru, unde s-au găsit urmele unei așezări din Epoca Bronzului.

## Personalități
- Pimen Georgescu (1853 - 1934), mitropolit român.
- Tudor Postelnicu (1931) - (2017), demnitar comunist condamnat